# 裕美
和田裕美（日语：わだ ひろみ，羅馬化：Wada Hiromi，1988年7月11日—），港日混血，香港女歌手，畢業於仁濟醫院陳耀星小學和聖道迦南書院，2002年參加歌唱比賽榮獲冠軍殊榮而正式簽約潮藝娛樂集團有限公司旗下。

## 感情生活
初出道時裕美曾與同期歌手陳柏宇拍拖，分手後與同為基督徒的樂隊組合「赤子」成員張彥博傳出過戀情，但後來卻否認。2013年12月，與同為基督徒的圈外人林恩浩正式結婚 。婚後2014年3月與丈夫一同前往澳洲展開工作假期計劃。2016年6月被踢爆與藝人黃子恆發展婚外情，裕美宣佈已單方面申請離婚。之後與外籍男Alex戀上，並在2018年12月宣佈分手。2019年1月被爆與麥明詩舊愛林作同遊北海道傳出戀情，4月23日更在IG貼短片中引爆同居疑雲。至翌年6月林作因不滿其母歧視離婚婦女（諷刺的是林母本人亦曾離婚），在社交平台公開承認二人關係。林母拒絕接受裕美，更在訪問中斬釘截鐵的斷言沒有商量餘地。。裕美曾開口希望約見林作媽媽溝通，但林母則堅稱不會給予機會。

## 音樂

### 專輯
- 2007年6月27日：雪映移城
- 2008年5月7日：東瀛·遊記
- 2008年8月25日：少女大帝（與范萱蔚推出的合輯）
- 2011年9月25日：原美

### 單曲
- 2024年5月13日：最佳女友的自我修養

### 派台歌曲成績
| 派台歌曲成績（四台） | 派台歌曲成績（四台） | 派台歌曲成績（四台） | 派台歌曲成績（四台） | 派台歌曲成績（四台） | 派台歌曲成績（四台） | 派台歌曲成績（四台） | 派台歌曲成績（四台）           |
| -------------------- | -------------------- | -------------------- | -------------------- | -------------------- | -------------------- | -------------------- | ------------------------------ |
| 唱片                 | 歌曲                 | 903                  | RTHK                 | 997                  | TVB                  | 備註                 | 備註                           |
| 2006年               |                      |                      |                      |                      |                      |                      |                                |
| 雪映移城             | 私のBLOG             | -                    | -                    | 7                    | -                    |                      |                                |
| 雪映移城             | Everyday             | -                    | 12                   | -                    | -                    |                      |                                |
| 2007年               |                      |                      |                      |                      |                      |                      |                                |
| 雪映移城             | 雪映移城             | -                    | -                    | 2                    | -                    |                      |                                |
| 雪映移城             | 聖火狂熱             | -                    | 5                    | 4                    | -                    |                      |                                |
| 雪映移城             | 幸福秘方             | -                    | -                    | 9                    | -                    |                      |                                |
| 東瀛·遊記            | 搭錯車(Yamete!)      | -                    | 3                    | 8                    | 2                    |                      |                                |
| 2008年               |                      |                      |                      |                      |                      |                      |                                |
| 少女大帝             | 一起愛               | -                    | -                    | 5                    | -                    | 與范萱蔚合唱         | 與范萱蔚合唱                   |
| 東瀛·遊記            | 漂流記               | -                    | 6                    | -                    | -                    |                      |                                |
| 東瀛·遊記            | 心領                 | -                    | 12                   | -                    | -                    |                      |                                |
| 少女大帝             | 少女大帝             | -                    | -                    | 10                   | 5                    | 與范萱蔚合唱         | 與范萱蔚合唱                   |
| 2011年               |                      |                      |                      |                      |                      |                      |                                |
| 原美                 | 怎麼還愛我           | -                    | -                    | 5                    | -                    |                      |                                |
| 派台歌曲成績（五台） |                      |                      |                      |                      |                      |                      |                                |
| 唱片                 | 歌曲                 | 903                  | RTHK                 | 997                  | TVB                  | ViuTV                | 備註                           |
| 2024年               |                      |                      |                      |                      |                      |                      |                                |
|                      | 最佳女友的自我修養   | -                    | -                    | -                    | -                    | -                    | 加拿大至 HIT 中文歌曲排行榜：7 |
|                      | 幸せ色（日）         | -                    | -                    | -                    | ×                    | ×                    |                                |

| 各台冠軍歌總數 | 各台冠軍歌總數 | 各台冠軍歌總數 | 各台冠軍歌總數 | 各台冠軍歌總數 | 各台冠軍歌總數    | 各台冠軍歌總數    | 各台冠軍歌總數 |
| -------------- | -------------- | -------------- | -------------- | -------------- | ----------------- | ----------------- | -------------- |
| 四台a          | 903            | RTHK           | 997            | TVB            | 備註              | 備註              | 備註           |
| 四台a          | 0              | 0              | 0              | 0              | 四台冠軍歌總數：0 | 四台冠軍歌總數：0 |                |
| 五台b          | 903            | RTHK           | 997            | TVB            | ViuTV             | 備註              |                |
| 五台b          | 0              | 0              | 0              | 0              | 0                 | 五台冠軍歌總數：0 |                |

- （*）仍在榜上
- （-）未能上榜
- （×）沒有派往該台
- ^  注解a：包括2024年後的冠軍歌曲
- ^  注解b：2024年起

### 動畫歌曲
- 2004年：魔球小仙女 （页面存档备份，存于）（又名：夢幻魔球，動畫《魔球小仙女》粵語片頭曲）
- 2008年：戀愛☆是嗎 （页面存档备份，存于）（動畫《花漾明星》（第1至52集）粵語片頭曲）

### 演唱會
- 2011年12月2日：裕美「原美」演繹音樂會2011（柴灣柴灣道238號青年廣場Y綜藝館）

## 影視作品

### 電視劇 (無綫電視)
| 首播   | 劇名                       | 角色           | 性質          |
| 2003年 | 當四葉草碰上劍尖時         | 阿美           | 客串大結局    |
| 2007年 | 森之愛情                   | 護士           | 客串（第8集） |
| 2009年 | 學警狙擊                   | 施娟           | 客串          |
| 2016年 | 幕後玩家                   | Coco           | 客串          |
| 2017年 | 財神駕到                   | 桑菊           | 女配角        |
| 2017年 | 心理追兇 Mind Hunter       | 劉惠儀 （Zoe） | 女配角        |
| 2019年 | 十二傳說                   | 紀晶晶         | 客串          |
| 2019年 | 堅離地愛堅離地（海外首播） | Kay            |               |

### 電影
- 2006年：《時光‧倒流的話》
- 2010年：《撕票風雲》
- 2012年：《桃姐》

### 電視節目
2006年
- 《香港玩到篤》（嘉賓）

2007年
- 《雪映移城》（主持）
- 《奧運玩得叻(超級預賽)》（嘉賓）
- 《愚樂 I Love U》（嘉賓）
- 《龍影怡情》（主持）
- 《開森玩家》（嘉賓）

2011年
- 《手語隨想曲》（第四集）

2012年
- 《嘯後瀛風》（主持）
- 《激優一族》（主持）

2018年
- 《新春開運王》（第三輯）

### MV參演
- 第一個唱（E-Kids）
- 大搖大擺（EO2）
- 京華春夢（EO2）

## 其他演出

#### 廣播劇
- 海盜啤之我係啤盜王 飾 裕美（新城電台）
- 海盜啤海盜啤之黑暗篇 飾 裕美（新城電台）
- 海盜啤廣播劇系列之香港國際機場十周年呈獻飛躍十年 飾 裕美（2008年7月7日-8月8日，新城電台）
- 灣仔全民動起來廣播劇 飾 （2008年7月28日-8月8日，新城電台）

### 舞台劇
- 2004年：商台森美小儀歌劇團《早安啊！曼克頓》

## 獎項
2002年
- 香港電台普通話台2002年度全港普通話歌唱大賽 - 青少年組冠軍，最佳外觀獎，最具潛質獎

2004年
- 2004年度兒歌金曲頒獎典禮 - 十大兒歌金曲《魔球小仙女》

2006年
- PM第五屆夏日人氣歌手頒獎典禮 - 人氣得意女新人獎
- 東森電視舉辦之明星高校全球新人王大賽季軍

2007年
- 2007年度兒歌金曲頒獎典禮 - 十大兒歌金曲《童話 Everyday》
- 2007勁歌金曲優秀選第二回 - 新人薦場飆星獎
- 新城勁爆頒獎禮2007 - 新城勁爆新登場女歌手
- 2007年度十大勁歌金曲頒獎典禮 - 最受歡迎新人獎（女）銀獎

2008年
- 2008年度兒歌金曲頒獎典禮 - 十大兒歌金曲《水果大聯盟》
- 新城勁爆頒獎禮2008 - 新城勁爆跳舞歌曲《少女大帝》（與范萱蔚合唱）

2011年
- 新城勁爆頒獎禮2011 - 新城勁爆躍進歌手

## 軼事
裕美是2006年香港中學會考應考考生之一，因最終只考獲零分（即未能在任何一科中取得合格成績），因而成為往後數年但凡接近香港中學會考或香港中學文憑考試結果公佈前，被傳媒或討論區中不斷被重提的炒作新聞。
2020年6月，林作裕美戀情曝光，林作媽媽對其子的10優狀元前女友麥明詩有很大的好感，並一直拒絕裕美入門，更表示如果奉子成婚就斷絕母子關係。

## 外部連結
- 裕美微博 （页面存档备份，存于）
- 裕美訪問聲音及視頻, 按4字 （页面存档备份，存于）
- 裕美相片及video （页面存档备份，存于）
- 裕美的Facebook專頁
- 裕美的Instagram帳戶
- 裕美在香港影庫上的簡介
- 裕美公開表演《雪影移城》 （页面存档备份，存于）